# Danny Musovski
Daniel Musovski, detto Danny (Henderson, 30 novembre 1995), è un calciatore statunitense, attaccante dei Seattle Sounders.